# 概率母函数
在概率论裡,一个离散随机变量的概率母函数是指该随机变量的概率质量函数的幂级数表达式。

## 定义

### 单变量情形
如果 {\displaystyle X} 是在非负整数域{\displaystyle \{0,1,...\}}上取值的离散随机变量，那么{\displaystyle X}的概率母函数定义为

{\displaystyle G(z)=\operatorname {E} (z^{X})=\sum _{x=0}^{\infty }p(x)z^{x},}
其中{\displaystyle p}是{\displaystyle X}的概率质量函数。 

### 多变量情形
如果 {\displaystyle X=(X_{1},\ldots ,X_{d})} 是在d-非负整数格{\displaystyle \{0,1,\ldots \}^{d}}上取值的离散随机变量，那么{\displaystyle X}的概率母函数定义为
{\displaystyle G(z)=G(z_{1},\ldots ,z_{d})=\operatorname {E} {\bigl (}z_{1}^{X_{1}}\cdots z_{d}^{X_{d}}{\bigr )}=\sum _{x_{1},\ldots ,x_{d}=0}^{\infty }p(x_{1},\ldots ,x_{d})z_{1}^{x_{1}}\cdots z_{d}^{x_{d}},}
其中{\displaystyle p}是{\displaystyle X}的概率质量函数。 